# Shepherd (Michigan)
Shepherd è un villaggio degli Stati Uniti d'America, situato nello Stato del Michigan, nella contea di Isabella.